# Katia Gysling
Katia Cecilia Gysling Caselli (15 de noviembre de 1950 - 26 de marzo de 2025) fue una investigadora chilena en el área de la farmacología, especialmente neurofarmacología, farmacología molecular y en los últimos años psicofarmacología.

## Biografía
Se tituló de Bioquímico en la Universidad de Chile en 1975. Luego viajó a EE. UU. donde obtuvo su doctorado en Farmacología en la Universidad de San Luis, Misuri, en 1985. Posteriormente realizó un postdoctorado en la Universidad de Yale en Connecticut, EE. UU..
Fue Jefe Departamento de Biología Celular y Molecular de la Facultad de Ciencias Biológicas en la Pontificia Universidad Católica de Chile, siendo además Profesor Titular del mismo departamento. Fue la Directora del Núcleo Milenio Estrés y Adicción (NEDA): Desde las Moléculas hasta la Conducta y del Centro de Estudios de Adicción. Codirigió el Laboratorio de Biología Celular y Molecular de la Adicción.

## Líneas principales de investigación
- Bases moleculares y funcionales de la actividad del sistema límbico.
- Papel de los péptidos hormona liberadora de Corticotrofina y urocortina en ansiedad y adicción a drogas.

## Reconocimientos
- Premio a la Excelencia Docente de la Pontificia Universidad Católica de Chile.[5]
- Miembro Correspondiente de la Academia Chilena de Ciencias.[6]

## Publicaciones
Nota: Esta es una lista de los trabajos científicos más citados de la investigadora; para revisar el listado completo revise el perfil en Google Scholar.
- Gysling, Katia (2012-1). «Relevance of both type-1 and type-2 corticotropin releasing factor receptors in stress-induced relapse to cocaine seeking behaviour». Biochemical Pharmacology (en inglés) 83 (1): 1-5. doi:10.1016/j.bcp.2011.07.101. Consultado el 18 de febrero de 2019.
- Blanco, Elías H.; Zúñiga, Juan Pablo; Andrés, María Estela; Alvarez, Alejandra R.; Gysling, Katia (2011-8). «Corticotropin-releasing factor binding protein enters the regulated secretory pathway in neuroendocrine cells and cortical neurons». Neuropeptides (en inglés) 45 (4): 273-279. doi:10.1016/j.npep.2011.05.002. Consultado el 18 de febrero de 2019.
- Campos-Melo, Danae; Quiroz, Gabriel; Noches, Verónica; Gysling, Katia; Forray, María Inés; Andrés, María Estela (2011-10). «Repeated Immobilization Stress Increases Nur77 Expression in the Bed Nucleus of the Stria Terminalis». Neurotoxicity Research (en inglés) 20 (3): 289-300. ISSN 1029-8428. doi:10.1007/s12640-011-9243-1. Consultado el 18 de febrero de 2019.
- Fuentealba, José Antonio; Gysling, Katia; Andrés, María Estela (2010-12). «Repeated treatment with the κ-opioid agonist U-69593 increases K+-stimulated dopamine release in the rat medial prefrontal cortex». Synapse (en inglés) 64 (12): 898-904. doi:10.1002/syn.20808. Consultado el 18 de febrero de 2019.
- Sotomayor-Zárate, Ramón; Araya, Katherine Angélica; Pereira, Paulo; Blanco, Elías; Quiroz, Gabriel; Pozo, Sergio; Carreño, Paz; Andrés, María Estela et al. (2010-9). «Activation of GABA-B receptors induced by systemic amphetamine abolishes dopamine release in the rat lateral septum: GABA-B receptors inhibit septal dopamine release». Journal of Neurochemistry (en inglés) 114 (6): 1678-1686. doi:10.1111/j.1471-4159.2010.06877.x. Consultado el 18 de febrero de 2019.